# ÖFB-Cup 1988-1989
La ÖFB-Cup 1988-1989 è stata la 55ª edizione della coppa nazionale di calcio austriaca.

## Ottavi di finale
| Squadra 1           | Risultato        | Squadra 2            |
| ------------------- | ---------------- | -------------------- |
| 4 aprile 1989       |                  |                      |
| Slovan HAC          | 1 - 2            | First Vienna         |
| WSG Swarovski Tirol | 1 - 2 (dts)      | Swarovski Tirol      |
| Austria Vienna      | 1 - 0            | LASK                 |
| Austria Salisburgo  | 2 - 0 (dts)      | Donawitzer SV Alpine |
| Admira/Wacker       | 3 - 2 (dts)      | Rapid Vienna         |
| Stockerau           | 3 - 1            | Grazer AK            |
| Sturm Graz          | 1 - 0 (dts)      | Flavia Solva         |
| Hartberg            | ? - ? (10-9 dtr) | Spittal/Drau         |

## Quarti di finale
| Squadra 1      | Risultato       | Squadra 2          |
| -------------- | --------------- | ------------------ |
| 18 aprile 1989 |                 |                    |
| Stockerau      | 1 - 2 (dts)     | Admira/Wacker      |
| Sturm Graz     | 1 - 4           | Austria Vienna     |
| Hartberg       | ? - ? (7-8 dtr) | Austria Salisburgo |
| First Vienna   | 0 - 1           | Swarovski Tirol    |

## Semifinale
| Squadra 1       | Risultato   | Squadra 2          |
| --------------- | ----------- | ------------------ |
| 25 aprile 1989  |             |                    |
| Admira/Wacker   | 5 - 2 (dts) | Austria Vienna     |
| Swarovski Tirol | 3 - 1       | Austria Salisburgo |

## Finale
| Squadra 1       | Risultato | Squadra 2       |
| --------------- | --------- | --------------- |
| 2 maggio 1989   |           |                 |
| Admira/Wacker   | 2 - 0     | Swarovski Tirol |
| 23 maggio 1989  |           |                 |
| Swarovski Tirol | 6 - 2     | Admira/Wacker   |